# Petteri Nikkilä
Petteri Nikkilä, född 27 juli 1992 i Tavastehus, är en finsk professionell ishockeyspelare som spelar för HPK i Liiga. Förutom två korta sejourer som utlånad till klubbarna Peliitat och SaPKo i den finska andraligan Mestis i början av seniorkarriären, så tillhörde Nikkilä just moderklubben HPK under hela sin karriär fram till april 2020. Han gjorde debut med seniorlaget i Liiga under säsongen 2013/14. Säsongen 2018/19 vann han finska mästerskapet med klubben och blev uttagen till Liigas All Star-lag.
Inför säsongen 2020/21 lämnade Nikkilä Finland för spel med Linköping HC i SHL. Han återvände säsongen därpå då han spelade en säsong för Kookoo. I juni 2022 skrev han ett avtal med den tyska klubben EHC Bayreuth i DEL2, innan han återvände till HPK i december samma år.
Nikkilä gjorde landslagsdebut i november 2019.

## Karriär

### Klubblag
Nikkilä påbörjade sin karriär som ishockeyspelare i moderklubben HPK. Säsongen 2010/11 spelade han sin första säsong i klubbens J20-lag. Den följande säsongen tog han ett finskt J20-brons med laget. Den 2 maj 2012 skrev Nikkilä ett tvåårsavtal med HPK:s seniorlag. Han inledde dock säsongen 2012/13 med HPK:s J20-lag. Den 11 december 2012 meddelades det att klubben lånat ut Nikkilä till Peliitat i Mestis till slutet av året. Han spelade fem matcher, utan att göra några poäng, för Peliitat. Han avslutade säsongen med att vinna finskt juniorguld med HPK J20. I grundserien var han seriens mest utvisade spelare med 90 utvisningsminuter, medan han i slutspelet var den back som gjorde flest assistpoäng (6).
Nikkilä inledde säsongen 2013/14 med att spela som utlånad för SaPKo i Mestis. Han spelade 18 grundseriematcher för klubben och noterades för ett mål och fem assistpoäng. Den 12 november 2013 gjorde han debut i Liiga i en match mot Ilves och noterades i samma match för sin första assistpoäng i serien. Den 21 januari 2014 gjorde Nikkilä sitt första mål i Liiga, i en match mot Esbo Blues. På totalt 36 grundseriematcher stod han för sju poäng, varav två mål. HPK var det sista laget som tog sig till det efterföljande slutspelet. Väl där slog man ut Jokerit i åttondelsfinal med 2–0 i matcher innan man besegrades av grundseriesegrarna Kärpät med 4–0 i kvartsfinalserien.
Den 28 april 2014 förlängde Nikkilä sitt avtal med HPK med ytterligare två år. Säsongen 2014/15 misslyckades HPK att ta sig till slutspel. Nikkilä lyckades ta en ordinarie plats i A-laget och på 51 matcher noterades han för 15 poäng. Han var lagets näst bäste back poängmässigt och vann backarnas skytteliga med sex gjorda mål. Inför säsongen 15/16 utsågs han till en av de assisterande lagkaptenerna i klubben. Den 15 december 2015 förlängde Nikkilä sitt avtal med HPK med ytterligare ett år. För andra säsongen i följd misslyckades HPK att ta sig till slutspel. Nikkilä gjorde sin poängmässigt bästa grundserie dittills och var lagets poängmässigt bästa back med 18 poäng på 50 matcher.
I sluttampen av säsongen 2016/17, den 2 februari 2017, förlängde Nikkilä sitt avtal med HPK med ytterligare ett år. Laget tog sig till slutspel, men slogs omgående ut i kvartsfinalserien av JYP med 4–3 i matcher. Den 7 december 2017 förlängde Nikkilä sitt avtal ytterligare med HPK, med tre säsonger. Laget slutade på tolfte plats i grundserien och misslyckades därmed att ta sig till slutspel. Säsongen 2018/19 kom att bli Nikkiläs poängmässigt bästa i Liiga då han på 59 grundseriematcher noterades för 42 poäng (4 mål, 38 assist) och därmed vann seriens assistliga. Han slutade på andra plats i backarnas poängliga, endast slagen av Oliwer Kaski. HPK slutade på femte plats i grundserien och slog sedan i tur och ordning ut HC TPS och Tappara i kvarts-, respektive semifinal. I finalserien ställdes man mot grundseriesegrarna Kärpät, och vann med 4–3 i matcher. I slutspelet var Nikkilä den back som gjort flest mål, assist och poäng. På 18 matcher noterades han för 13 poäng (fyra mål, nio assist). Han blev också uttagen till Liigas All Star-lag. Inför säsongen 2019/20 utsågs Nikkilä till en av HPK:s assisterande lagkaptener. Laget slutade på sjunde plats i grundserien och fick sedan inte chansen att försvara sitt guld då slutspelet ställdes in på grund av Coronaviruspandemin 2019–2021.
Den 3 april 2020 meddelades det att Nikkilä lämnat HPK för spel med Linköping HC i SHL. Han spelade sin första SHL-match den 19 september samma år, i en 6–4-förlust mot Rögle BK. Han spelade totalt 45 grundseriematcher för Linköping och noterades för tolv assistpoäng. Den 3 maj 2021 meddelades det att Nikkilä återvänt till Finland då han skrivit ett ettårsavtal med Kookoo med option på ytterligare en säsong. Under säsongens gång var han lagets näst bästa back poängmässigt sett då han på 48 grundseriematcher noterades för 28 poäng, varav 7 mål. Han var också den i laget som ådrog sig flest utvisningsminuter (58). I slutspelet slogs Kookoo ut i semifinal av Tappara, som senare kom att vinna guld. På tolv slutspelsmatcher stod Nikkilä för ett mål och sju assistpoäng.
Den 19 juni 2022 stod det klart att Nikkilä inte valt att nyttja sitt optionsår med Kookoo, då han skrivit ett kontrakt med EHC Bayreuth i den tyska andraligan DEL2. Han spelade med klubben fram till december samma år och producerade elva assistpoäng på 23 grundseriematcher. Den 9 december 2022 bekräftades det att Nikkilä återvänt till Finland för spel med HPK med vilka han skrivit avtal för återstoden av säsongen med, samt ytterligare tre säsonger. Laget misslyckades att ta sig till slutspel och Nikkilä stod för 19 poäng, varav två mål, på 30 grundseriematcher. Inför säsongen 2023/24 utsågs Nikkilä till en av de assisterande lagkaptenerna i HPK. Säsongen tog dock slut för Nikkilä redan i januari 2024 då han ådragit sig en skada och därmed missade de 21 sista omgångarna av grundserien. Totalt spelade han 29 matcher och noterades för tolv poäng, varav tre mål.
Inför säsongen 2024/25 utsågs Nikkilä till ny lagkapten för HPK. I grundserien var han lagets poängmässigt bästa back (23) och var dessutom den back i laget som gjorde flest mål (6) och flest assistpoäng (17). Laget slutade på tionde plats och slogs sedan ut omgående i slutspelet av Ässät med 3–0 i matcher.

### Landslag
Nikkilä gjorde debut i Finlands A-landslag under Karjala Tournament. Han spelade sin första A-landslagsmatch den 7 november 2019, mot Ryssland.

## Statistik
| 2012–13      | Peliitat     | Mestis       | 5   | 0  | 0   | 0   | 10  | —  | — | —  | —  | —  |
| 2013–14      | SaPKo        | Mestis       | 18  | 1  | 5   | 6   | 42  | —  | — | —  | —  | —  |
| 2013–14      | HPK          | Liiga        | 36  | 2  | 5   | 7   | 48  | 6  | 1 | 2  | 3  | 0  |
| 2014–15      | HPK          | Liiga        | 51  | 6  | 9   | 15  | 49  | —  | — | —  | —  | —  |
| 2015–16      | HPK          | Liiga        | 50  | 4  | 14  | 18  | 24  | —  | — | —  | —  | —  |
| 2016–17      | HPK          | Liiga        | 57  | 3  | 13  | 16  | 46  | 5  | 2 | 2  | 4  | 0  |
| 2017–18      | HPK          | Liiga        | 54  | 3  | 14  | 17  | 46  | —  | — | —  | —  | —  |
| 2018–19      | HPK          | Liiga        | 59  | 4  | 38  | 42  | 42  | 18 | 4 | 9  | 13 | 14 |
| 2019–20      | HPK          | Liiga        | 45  | 2  | 20  | 22  | 20  | —  | — | —  | —  | —  |
| 2020–21      | Linköping HC | SHL          | 45  | 0  | 12  | 12  | 20  | —  | — | —  | —  | —  |
| 2021–22      | Kookoo       | Liiga        | 46  | 7  | 21  | 28  | 58  | 12 | 1 | 6  | 7  | 14 |
| 2022–23      | EHC Bayreuth | DEL2         | 23  | 0  | 11  | 11  | 18  | —  | — | —  | —  | —  |
| 2022–23      | HPK          | Liiga        | 30  | 2  | 17  | 19  | 30  | —  | — | —  | —  | —  |
| 2023–24      | HPK          | Liiga        | 29  | 3  | 9   | 12  | 52  | —  | — | —  | —  | —  |
| 2024–25      | HPK          | Liiga        | 44  | 6  | 17  | 23  | 24  | 3  | 1 | 0  | 1  | 27 |
| Liiga totalt | Liiga totalt | Liiga totalt | 501 | 42 | 177 | 219 | 439 | 44 | 9 | 19 | 28 | 55 |